# 夏天麻
夏天麻（学名：Gastrodia flabilabella）为兰科天麻属下的一个种。产台湾中部（南投）。生于林下空旷湿润处，海拔700-1500米。（模式标本产地）

## 扩展阅读
- 維基物種上的相關：夏天麻